# Antonio Messineo
Antonio Messinèo (Bronte, 16 novembre 1897 – Roma, 1978) è stato un gesuita e scrittore italiano.

## Biografia
Figlio di Francesco e Nunzia Bonsignore, raggiunse la redazione de La Civiltà Cattolica nel 1932, sotto la direzione del padre Enrico Rosa. Continuò a pubblicare sulla rivista gesuita fin quasi alla sua morte, avvenuta a ottantun anni.
Culturalmente legato a una concezione tradizionalista della Chiesa cattolica e del suo ruolo nella società, raggiunse l'apice della sua carriera negli anni del pontificato di Pio XII (1939-1958). 
Celebri, in particolare, furono i suoi interventi, nel secondo dopoguerra, in merito alla formazione dell'Assemblea Costituente italiana, gli scritti in favore di una visione delle relazioni internazionali di stampo universalista, oltre i limiti della mera sovranità nazionale, e la sua diatriba col filosofo tomista francese Jacques Maritain, culminata in un suo articolo del 1956, in cui accusò il pensatore transalpino, padre del personalismo, di naturalismo.
A lui è dedicata una delle vie centrali di Bronte, dove tuttora risiedono alcuni suoi parenti.

## Fonti
- http://www.treccani.it/enciclopedia/antonio-messineo_(Dizionario-Biografico)/